# Peter Wahlberg (ishockeyspelare)
Peter Wahlberg, född 25 mars 1961, är en svensk före detta professionell ishockeyspelare (forward).
Wahlberg spelade 1 match i Elitserien för Skellefteå AIK säsongen 1979-80.